# コトン・ド・レユニオン
コトン・ド・レユニオン（仏：Coton de la Réunion）とは、フランス領レユニオン島原産の愛玩犬種である。マダガスカル原産のコトン・ド・テュレアールの原種で、外見はそれによく似ている。

## 歴史
同じくレユニオン島原産のレユニオン・トイ・スパニエルにビション系の犬種を交配させ、コートをより豊かにしたものである。こちらも上級貴族に人気があったが、レユニオン島が重要な貿易地でなくなると衰退し、マダガスカルに輸出されて改良が進み、コトン・ド・テュレアールが作出されると人気を奪われて絶滅した。
なお、コトン・ド・レユニオンという犬種名は後の世になってからつけられたもので、存命種であった頃にはビション・レユニオンや単にレユニオンと呼ばれていた。

## 特徴
コートは豊かな縮れた長いシャギーコートで、コトン・ド・テュレアールよりも脚が長い。シャギーコートの下にはスパニエルタイプの体が隠されている。垂れ耳・巻く尾にも豊かな飾り毛がある。毛色はホワイトもしくは薄いクリームの地にブラックが少々混じった混色。テュレアールと同じく、水泳が得意な小型犬である。

## 参考
『デズモンド・モリスの犬種事典』（誠文堂新光社）デズモンド・モリス著書、福山英也、大木卓訳 誠文堂新光社、2007年